# Chuck Prophet

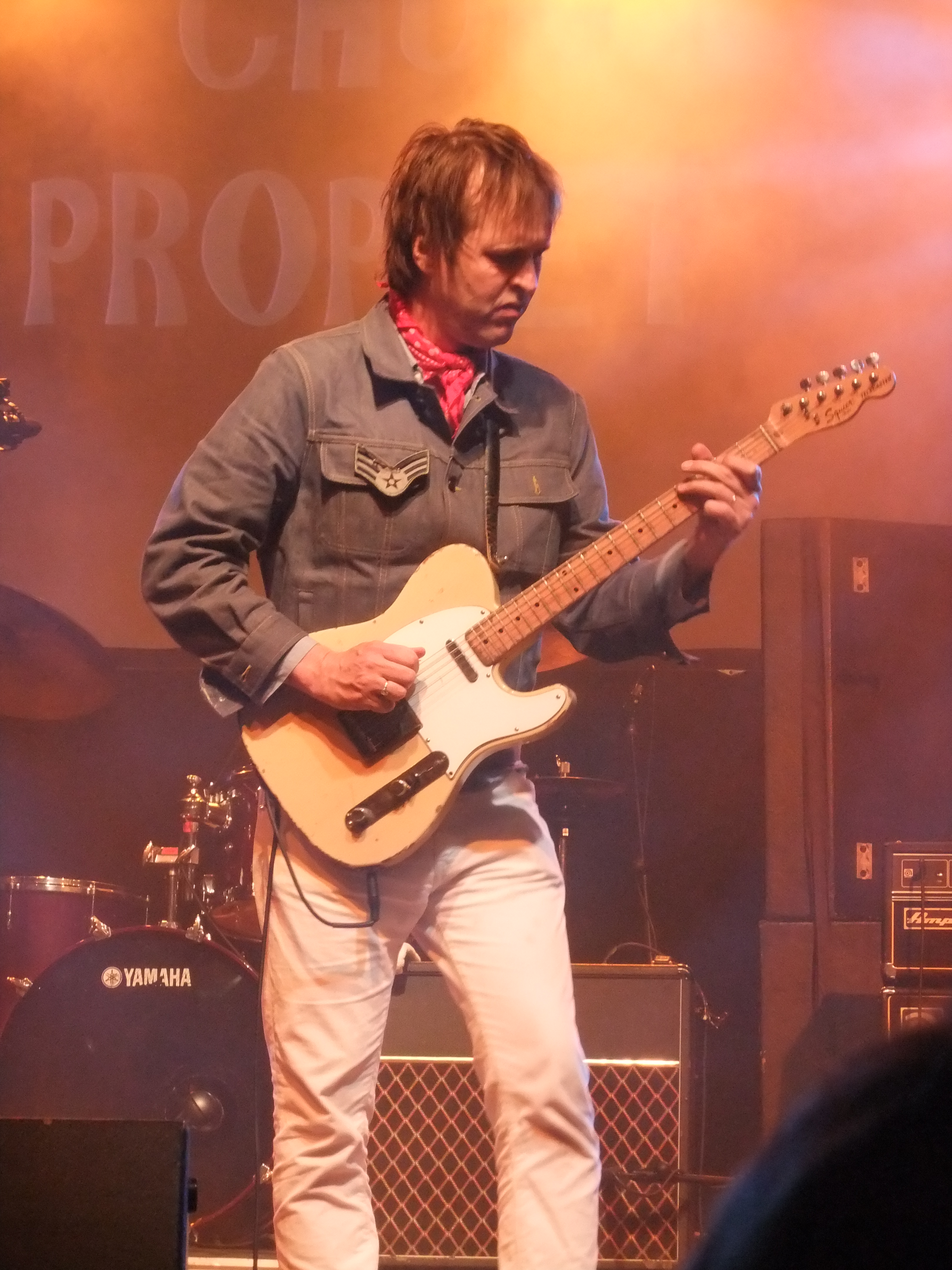
Chuck Prophet (2011)

Chuck Prophet (* 28. Juni 1963 in Whittier, Kalifornien als Charles William Prophet) ist ein amerikanischer Singer-Songwriter, Gitarrist und Musikproduzent. Prophet wurde zuerst in den 1980er Jahren bekannt als Mitglied der amerikanischen Band Green on Red. Er hat auch eine Reihe von Soloplatten aufgenommen.

## Leben und Werk
Nachdem er eine EP und acht Alben mit Green on Red aufgenommen hatte, veröffentlichte er 1990 sein erstes Soloalbum Brother Brother Aldo bei Fire Records.
Im Jahr 1996 wurde Prophet von Funzalo Music unter Vertrag genommen und verbrachte einen großen Teil des Jahres 1997 in Nashville, wo er als Songwriter arbeitete. Seine Lieder wurden von vielen Künstlern aufgenommen, darunter Bruce Springsteen, Solomon Burke, Kim Carnes. Er tourte mit dem Produzenten und Pianisten Jim Dickinson, der Prophets Hungry Town aufnahm.
Im Jahr 2002 wurde Prophet vom Label New West Records unter Vertrag genommen, für das er zwei Platten aufnahm, No Other Love und Age of Miracles. Nachdem Prophet lange Zeit hauptsächlich in Europa Erfolg gehabt hatte, machte ihn No Other Love 2002 auch in den USA einem größeren Publikum bekannt.

## Soloalben
- 1990: Brother Aldo (Fire / Rough Trade)
- 1992 Balinese Dancer (China / Homestead)
- 1995: Feast of Hearts (China)
- 1997: Homemade Blood (Cooking Vinyl)
- 1999: The Hurting Business (Cooking Vinyl)
- 2000: Turn the Pigeons Loose (Live In San Francisco 2000) (Cooking Vinyl – erschien erst 2004)
- 2002: No Other Love (New West / Blue Rose)
- 2004: Age of Miracles (New West / Blue Rose)
- 2007: Soap and Water (Cooking Vinyl / Yep Roc)
- 2007 Dreaming Waylon's Dreams (Evangeline)
- 2009: ¡Let Freedom Ring! (Cooking Vinyl / Yep Roc)
- 2012: Temple Beautiful (Yep Roc)
- 2014: Night Surfer (Yep Roc / Belle Sound)
- 2017: Bobby Fuller Died for Your Sins (Yep Roc)
- 2020: The Land That Time Forgot (Yep Roc)